# DeuKische Generation
Die DeuKische Generation e. V. ist eine Interessenvertretung türkischstämmiger Jugendlicher in Berlin, deren Gründung 2007 von Jugendlichen selbst betrieben wurde, mit dem Ziel „binnen kürzester Zeit eine gesellschaftliche Institution zu etablieren, die primär die Integration von türkischstämmigen Bürgern in Berlin verbessert“.
Sie machte u. a. durch die Teilnahme an den Integrationsgipfeln der Bundesregierung 2007 und die Berichterstattung internationaler Medien auf sich aufmerksam.

## Entstehung

### Der Begriff „DeuKisch“
Der im Vereinsnamen vorkommende Begriff „DeuKisch“ ist ein Okkasionalismus, der durch eine Zusammenziehung der Wörter „deutsch“ und „türkisch“ entstanden ist. Er soll das Zusammenwachsen zweier Kulturen in einer modernen deutsch-türkischen Jugendkultur symbolisieren. Das Nachschlagewerk Von Aldianer bis Zauselquote: Neue deutsche Wörter, woher sie kommen und wofür wir sie brauchen (2007) nennt Aylin Selçuk und Lamia Özal als „Erfinderinnen“ des Wortes. Über den erstgenannten Sinn hinaus benenne der Begriff dieser Publikation folgend eine „Identität (...) in beiden Ländern und Kulturen (Deutschland und Türkei)“ und sei dabei ein „Bekenntnis zur Integration“. Auch laut der Vereinshomepage geht die Wortschöpfung auf die Mitglieder des Vereins selbst zurück. Allerdings ist ein gleichlautender Begriff bereits zuvor in einigen wenigen sprachwissenschaftlichen Publikationen als Bezeichnung für eine sprachliche Mischform verwendet worden.

### Anfänge
Hauptinitiatorin und Vorsitzende des Vereins war die zu diesem Zeitpunkt achtzehn Jahre alte Abiturientin Aylin Selçuk, die auf die Probleme vor allem türkischstämmiger Hauptschüler in Berlin durch Recherchen für eine Facharbeit aufmerksam geworden war. Die Erkenntnis, dass „die Schüler unglaublich unter ihrem Image (leiden)“ und Kritik erfahren, mit der „eine Kinderpsyche (…) nicht umgehen“ kann, war mit Anlass zur Gründung des Vereins, mit dem primär „etwas gegen die falschen Vorstellungen über (…) türkischstämmige Jugendliche“ gemacht werden soll.
Erste Interessenten für eine Mitgliedschaft fand Selçuk über ein studentisches Internetforum. Im Juli 2007 hatte der Verein nach eigenen Angaben bereits 160 Mitglieder, darunter Ehrenmitglied Yıldıray Baştürk. Die Mitgliedschaft im Verein ist ab einem Alter von 16 Jahren möglich.

## Arbeit

### Vereinsziele
Den Jugendlichen ist es zum einen wichtig, allgemein bekannt zu machen, „dass der größte Teil der türkischen Jugendlichen bereits gut in die deutsche Gesellschaft integriert ist“, zum anderen will man „den Jugendlichen (…), die damit noch Schwierigkeiten haben, (…) Unterstützung geben und auch deren Eltern helfen“. Mit Vereinsaktivitäten wie Werbespots („Integration ist beidseitig“) oder einer für 2008 geplanten Großmesse für Jugendfreizeit- und Vereinsangebote in Berlin soll nach dem Vereinsmotto „Zukunft. Gemeinsam. Jetzt!“ möglichst kurzfristig eine Imageverbesserung der türkischstämmigen Jugendlichen „in den deutschen Medien und auch in der deutschen Gesellschaft“ erreicht werden. Ein Elternlotsenprojekt soll Eltern ermöglichen, besser am Bildungsprozess ihrer Kinder teilzunehmen.

### Zusammenarbeit mit der Politik
Beim zweiten nationalen Integrationsgipfel im Juli 2007 präsentierte Zeynep Balazümbül den Verein als einzige geladene Vertreterin der Jugend die Ergebnisse eines bereits im Mai 2007 abgehaltenen Jugendintegrationsgipfels. Dem Gipfel mit Boykott zu drohen oder fernzubleiben, wie es andere Verbände aus Protest gegen die Einwanderungsrechtsreform taten, kam für Balazümbül nicht in Frage. Darüber hinaus war der Verein 2007 Teilnehmer am 3. Forum „Deutschland für Kinder“, wo Selçuk und eine weitere Vertreterin neben dem Sänger Muhabbet und weiteren zu einer Gesprächsrunde zu dem Thema „Wir sind auch Deutschland! – Gleiche Chancen für Migrantenkinder“ mit Wolfgang Schäuble geladen war, die im öffentlich-rechtlichen Fernsehen ausgestrahlt wurde. Vertreter des Vereins nahmen mehrfach an politischen Diskussionssendungen des Fernsehens teil. Im Rahmen eines von der Europäischen Kommission geförderten Zukunftsprojekts „Future“ war der Verein auch an einem „Jugendparlament“, das 2008 im Berliner Abgeordnetenhaus tagte, beteiligt.

### Medienpräsenz
Der Verein zeigt seit seiner Gründung eine, angesichts seiner verhältnismäßig geringen Mitgliederzahl, ungewöhnlich große und andauernde Medienpräsenz. Dabei hatte er Titelgeschichten in türkischen wie deutschen Periodika (z. B. dem Nachrichtenmagazin Der Spiegel). Auch über die türkisch- und deutschsprachige Medienlandschaft hinaus wurde von dem Verein berichtet. So nannte beispielsweise der englische The Economist die Vereinsgründerin im April 2008 eine möglicherweise zukünftige „erste deutsche Bundeskanzlerin mit türkischem Namen“.

## Unterstützer
Erste Förderer des Vereins waren türkische Eltern, aber auch Lehrer und Schulleiter des Neuköllner Albert-Einstein-Gymnasiums. Inzwischen gehören auch Institutionen wie der örtliche Türkisch-Deutsche Unternehmerverband, der Räumlichkeiten zur Verfügung stellt, oder Staatsministerin Maria Böhmer, die dem Verein im Mai 2007 die Schirmherrschaft anbot, zu den Unterstützern der DeuKischen Generation. Die Schauspielerin Hannelore Elsner war 2008 Patin der Vereinsvorsitzenden im Zusammenhang mit einer Auszeichnung und weiteren Preisnominierung durch die Bild der Frau.

## Auszeichnung
2008 wurde mit Selçuk die Gründerin und Vorsitzende des Vereins bei der Verleihung der Auszeichnung „Goldene Bild der Frau“ der Zeitschrift Bild der Frau neben vier weiteren „Alltags-Heldinnen“ berücksichtigt, die u. a. eine bundesweite großflächige Plakatierung der jeweiligen Gewinnerinnen zur Folge hatte – hierzu hatte die Fotografin GABO Einzelporträts der Preisträgerinnen (darunter auch Sabriye Tenberken) angefertigt.

## Einzelbelege
1. ↑  Konzept: Zukunft. Gemeinsam. Jetzt! Vereinshomepage, eingesehen am 3. September 2007 (PDF)
2. ↑  http://www.economist.com/world/europe/displaystory.cfm?story_id=10958534
3. ↑  http://www.deukischegeneration.de/5medienpraesenz/menu.html
4. ↑  http://www.google.de/books?id=4RSjgHU08PQC&pg=PA77&dq=deukisch&as_brr=0&sig=ACfU3U0cnUuTLegBQdTxoq11F7TYoRExZg
5. ↑  http://www.google.de/books?id=4RSjgHU08PQC&pg=PA77&dq=deukisch&as_brr=0&sig=ACfU3U0cnUuTLegBQdTxoq11F7TYoRExZg#PPA26,M1
6. ↑  http://www.deukischegeneration.de/5medienpraesenz/deutsch_WELTONLINE-Das_Image_junger_Türken_muss_besser_werden.pdf
7. ↑  http://www.google.de/books?id=twMcAAAAIAAJ&q=deukisch&dq=deukisch&as_brr=0&pgis=1
8. ↑  http://www.google.de/books?id=tbV5GmJG9F4C&pg=RA1-PA906&dq=deukisch&as_brr=0&sig=ACfU3U3fZyU6rqSfH-z0X7IQR8-9xyBV6g
9. ↑  Alexander Bürgin: Das Potential der Generation Deukisch, Der Spiegel, 20. März 2007
10. ↑  Alexander Bürgin: Das Potential der Generation Deukisch, Der Spiegel, 20. März 2007
11. ↑  Konzept: Zukunft. Gemeinsam. Jetzt! Vereinshomepage, eingesehen am 3. September 2007 (PDF)
12. ↑  Welt, 19. März 2007
13. ↑  Seda Serda: Die „Deukische Generation“, Deutsche Welle 2007
14. ↑  WDR5: Morgenecho vom 12. Juli 2007, 7:06 Uhr
15. ↑  Vereinshomepage, eingesehen am 3. September 2007
16. ↑   Oliver Hoischen: Integrationsgipfel  Man spricht Deukisch. 9. Juli 2007, archiviert vom Original am 19. Mai 2015., F.A.Z., 9. Juli 2007
17. ↑  Deutschland für Kinder (Memento vom 18. Juni 2008 im Internet Archive)
18. ↑  http://www.deukischegeneration.de/5medienpraesenz/menu.html
19. ↑  http://www.economist.com/world/europe/displaystory.cfm?story_id=10958534
20. ↑  Welt, 19. März 2007
21. ↑  Vereinshomepage, eingesehen am 3. September 2007
22. ↑  Aylin Selcuk kämpft gegen Vorurteile (Memento vom 2. Juni 2008 im Internet Archive)
23. ↑  GOLDENE BILD der FRAU 2008 – Starke Frauen für ein starkes Land (Memento vom 2. Juni 2008 im Internet Archive)